# Будовский, Херардо
Херардо Будовский (исп. Gerardo Budowski; 10 июня 1925, Берлин — 8 октября 2014, Сан-Хосе) — венесуэльский и коста-риканский шахматист немецко-еврейского происхождения.

## Биография
Родился в шахматной семье. Мать Будовского вскоре после его рождения сделала ничью в сеансе одновременной игры с действующим чемпионом мира Х. Р. Капабланкой. Отец был знаком с А. А. Алехиным. Во время проживания семьи в Париже Будовский брал уроки у 4-го чемпиона мира.
После оккупации Франции семья переехала в Венесуэлу.
В 1948 г. Будовский окончил Центральный университет в Каракасе. С 1952 г. жил в Коста-Рике. Окончил магистратуру в Межамериканском институте сотрудничества в области сельского хозяйства (IICA) в городе Турриальба (Коста-Рика). В 1962 г. в Йельском университете защитил докторскую диссертацию в области лесного хозяйства. Занимал высокие должности в природоохранных организациях. С 1970 по 1976 гг. был генеральным директором Международного союза охраны природы. С 1980 г. работал в Университете мира (руководил экологической программой, был ректором и проректором этого учебного заведения). В 2008 г. получил звание почетного профессора.
В 1951 г. стал абсолютным чемпионом Венесуэлы (победил в турнире для иностранцев, а затем выиграл объединительный матч у победителя турнира для местных шахматистов Хул. Гарсиа). В том же году представлял Венесуэлу в зональном турнире. В 1965 г. был в составе команды, выигравшей командное первенство Коста-Рики. В 1968 г. в составе сборной Венесуэлы участвовал в шахматной олимпиаде.

## Спортивные результаты
| Год  | Город          | Соревнование                                   | + | − | = | Результат | Место |
| ---- | -------------- | ---------------------------------------------- | - | - | - | --------- | ----- |
| 1951 |                | Чемпионат Венесуэлы                            |   |   |   |           | 1     |
| 1951 |                | Матч с Хул. Гарсиа                             | 6 | 0 | 0 | 6 : 0     |       |
| 1951 | Каракас        | Зональный турнир                               |   |   |   |           | [ 1 ] |
| 1952 | Мар-дель-Плата | Международный турнир                           | 6 | 6 | 5 | 8½ из 17  | 9—10  |
| 1968 | Лугано         | XVIII Олимпиада (сборная Венесуэлы, ?-я доска) | 3 | 3 | 6 | 6 из 12   |       |